# Lagere technische school
De lagere technische school (lts) is een voormalig Nederlands schooltype, waar het driejarig lager technisch onderwijs werd verzorgd. Het is een voorloper van de technische richting van het voorbereidend middelbaar beroepsonderwijs (vmbo).
De lts ontstond uit de voormalige, veelal driejarige ambachtsschool. Rond 1960 werd de naam veranderd in lagere technische school. De lts kende twee stromen: een praktijkstroom (P-stroom) en een theoriestroom (T-stroom). De eerste richting was een vorm van eindonderwijs: de leerlingen werden voorbereid op de arbeidsmarkt. Na het afronden van de T-stroom kon men verder leren aan een middelbare technische school (mts).
Tot 1977 waren de meeste lts-scholen strikte jongensscholen. Vanwege de vrouwenemancipatie moesten de lts-opleidingen ook voor meisjes toegankelijk worden. Geleidelijk aan kwamen er ook wat meisjes op de lts.
De eerste jaren waren algemeen technisch. Sommige scholen boden een richting ITO (individueel technisch onderwijs) aan.
In het tweede jaar kon men binnen de lts een vakrichting kiezen, zoals:
- Schilderstechniek
- Elektrotechniek
- Bouwtechniek
- Voertuigentechniek
- Installatietechniek
- Metaaltechniek
- en op sommige lts'en ook edelsmeden

Een christelijke technische school (cts) was een lts in het bijzonder onderwijs.
In 1992 werd voor de lts een naamswijziging doorgevoerd. De lts werd vbo (voorbereidend beroepsonderwijs), wat betekende dat er op dit niveau geen eindonderwijs meer aangeboden werd. In 1999 ging het vbo op in het vmbo.
Sommige lts'en hadden een vijfde klas waar men in de niet-technische vakken voor het lts-C-niveau kon leren om door te stromen naar een mts (middelbare technische school) en hts (hogere technische school). Ook werd in 1988 begonnen met het experimentele lts-D-niveau; in schooljaar 1985/1986 was het mogelijk om in twee vakken op D-niveau examen te doen (Nederlands en Engels, mogelijk was dit niet op alle LTS-en hetzelfde).
Sommige lts'en boden vaak in de avonduren volwassenenonderwijs.